# Ying Yang Twins
Ying Yang Twins sono un duo hip hop statunitense di Atlanta, specializzato nel genere crunk e composto da:
- Kaine (all'anagrafe Eric Jackson nato il 6 dicembre 1978)
- D-Roc (all'anagrafe D'Angelo Holmes nato il 13 febbraio 1979).

I due si incontrano nel 1996 trovando una buona intesa musicale, ma D-Roc è già iscritto all'etichetta Ichiban Records come solista, tuttavia la label permette al rapper di lavorare anche in altri progetti, e i due MCs sotto la supervisione del beatmaker DJ Smurf instaurano un rapporto di collaborazione e partecipano al "Dead Crunk Album", LP di quest'ultimo. Smurf suggerisce loro di formare un gruppo vero e proprio, dandogli il nome di Ying Yang Twins. Le loro prime apparizioni sono nelle compilation "So So Def Bass All-Stars Vol. 3." del 1998 e "Grand Champion" di DJ Kizzy Rock l'anno seguente.
Sotto la supervisione di Smurf che nel frattempo ha cambiato pseudonimo in Beat-n-Azz, nella primavera 2000 il duo esordisce con il singolo "Whistle While You Twurk" che viene suonato dalle stazioni radio urban e pop, raggiungendo la posizione #16 nella R&B/Hip-Hop chart statunitense. Il loro album di debutto, Thug Walkin, esce poco dopo nel medesimo anno. Nel 2001 presero parte a diverse collaborazioni con Kizzy Rock nell'album The Realist e con il rapper della Big Oomp Records Baby D. in Lil' Chopper Toy.
L'anno dopo pubblicarono il loro successivo disco, Alley: The Return of the Ying Yang Twins viene pubblicato nel 2002 giungendo ad un discreto successo commerciale, i singoli estratti sono Say Yi Yi e By Myself con il relativo videoclip. Ma il duo non raggiunge una vasta popolarità finché non inizia la collaborazione con "The king of crunk" (il re del crunk) Lil Jon nel 2003 per il brano "Salt Shaker", un party anthem che ottiene un ottimo successo nei club e per radio, facendo guadagnare al duo un contratto con la TVT Records. Ma il 2003 è stato anche l'anno del loro debutto internazionale con il singolo Get Low di Lil Jon & The Eastside Boyz assieme al duo, ed è stato grazie a questo successo che gli Ying Yang Twins iniziarono a farsi notare e a riuscire a rappresentarsi come uno degli esponenti di rilievo del Crunk.
l successo di Get Low  e Salt Shaker portò il gruppo a esibirsi al BET Source Awards 2003 e al Vibe Awards Party 2004.
Nel 2003 dal primo album per l'etichetta, Me & My Brother, vengono estratti ulteriori due singoli "What's Happnin!" e "Naggin'. Nel medesimo anno il duo appare nell'album di Britney Spears In the Zone con la canzone "(I got that) Boom Boom" e nello special televisivo omonimo. Nel 2004 la TVT pubblica una versione remix di My Brother & Me, con la comparsa di molti artisti della scena dirty south tra cui Fatman Scoop, Juvenile, Nick Cannon e YoungBloodZ. Fu pubblicato anche un ulteriore remix di Salt Shaker con gli Eastside Boyz, Fatman Scoop, Jackie-O, Juvenile, B.G. e Murphy Lee, nel disco è presente anche un DVD bonus contenente i video del gruppo. Un ulteriore album intitolato U.S.A. (United State of Atlanta) viene pubblicato nell'estate del 2005 così come i singoli "Wait (The Whisper Song)", "Badd" e "Shake" con Pitbull, trovando ottime risposte nelle radio cittadine. U.S.A. (Still United), collezione di inediti, remix e collaborazioni, viene infine pubblicato nel dicembre del medesimo anno.
Gli Ying Yang Twins hanno anche collaborato al singolo di lancio di Lil Jon Get Low del 2003

## Discografia

### Album
- 25 aprile 2000 - Thug Walkin'
- 26 marzo 2002 - Alley...Return of the Ying Yang Twins
- 16 settembre 2003 - Me & My Brother
- 2 novembre 2004 - My Brother & Me
- 28 giugno 2005 - U.S.A. (United State of Atlanta)
- 1º gennaio 2006 - U.S.A. (United State of Atlanta) - Chopped & Screwed
- 27 dicembre 2005 - U.S.A. (Still United)
- 28 novembre 2006 - Chemically Imbalanced
- 1º settembre 2009 - Ying Yang Forever
- 28 settembre 2012 - All Around The World[1]

### Singoli
- 2000: "Whistle While You Twurk" - Thug Walkin'
- 2002: "Say I Yi Yi" - Alley: The Return of the Ying Yang Twins
- 2003: "Naggin'" - Me & My Brother
- 2004: "Salt Shaker" (feat. Lil Jon & the East Side Boyz) - Me & My Brother
- 2004: "Whats Happnin!?" (feat. Trick Daddy) - Me & My Brother
- 2004: "Halftime (Stand Up and Get Crunk)" (feat. Homebwoi) - My Brother & Me'
- 2005: "Wait (The Whisper Song)" - U.S.A. (United State of Atlanta)
- 2005: "Badd" (feat. Mike Jones e Mr. Collipark) - U.S.A. (United State Of Atlanta)
- 2005: "Shake" (feat. Pitbull) - U.S.A. (United State Of Atlanta)
- 2005: "Bedroom Boom" (feat. Avant) - U.S.A. (United State Of Atlanta)
- 2006: "Ms. New Booty" (Bubba Sparxxx feat. Ying Yang Twins e Mr. Collipark) - U.S.A. (Still United)|U.S.A. (United State Of Atlanta: Still United)/The Charm
- 2006: "Git It" (Bun B feat. Ying Yang Twins) - Trill/U.S.A. (United States of Atlanta: Still United)